# Ikí-Txonós
Ikí-Txonós (en rus: Ики-Чонос) és un poble (un possiólok) de Calmúquia, a Rússia, segons el cens del 2012 tenia 914 habitants. Pertany al districte municipal de Tróitskoie.